# Anu Vehviläinen
Anu Helena Vehviläinen, född 9 september 1963 i Leppävirta, är en finländsk politiker (Centern). Hon är sedan den 9 juni 2020 talman för riksdagen. Hon var reform- och kommunminister i Regeringen Sipilä 2015-2020 och trafikminister 2007–2011. 
Vehviläinen har varit riksdagsman från Norra Karelens valdistrikt åren 1995-2003 och på nytt från 2007.

## Utmärkelser
- Kommendörstecknet av Finlands Vita Ros’ orden,  6 december 2008[6]
- Förtjänstmedalj för motorfordonstrafikarbete,  3 maj 2013[7]
- Terra Mariana-korsets orden, första klass,  11 maj 2016[8]
- Kommendörstecknet av I klass av Finlands Lejons orden,  6 december 2022[9]

[Redigera Wikidata]